# Френско-китайска война
Френско-китайската война (на традиционен китайски: 中法戰爭, на опростен китайски: 中法战争; на френски: Guerre franco-chinoise' на виетнамски: Chiến tranh Pháp-Thanh) е агресивен военен конфликт между Франция и Китай, който цели окончателно завладяване на Виетнам, номинално намиращ се във васална зависимост от Китай, както и за проникване в Южен Китай. Официално обявяване на война няма. а военните действия бързо стигат патово положение. Конфликтът разкрива неадекватността на усилията за модернизация на Китай и събужда националистически настроения в южните части на страната.
Французите вече са посегнали на Виетнам, главният протекторат на Китай в Югоизточна Азия, и към 1880 г. Франция вече контролира трите южни провинции, познати под името Кохинхина. Скоро французите започват да завземат северните части на Виетнам, стационирайки войски в Ханой и Хайфон. Китайците отговарят на заплахата като започват да трупат войски в областта и влизат в схватки с французите в поредица от маломащабни битки.
През 1882 г. видният китайски държавник Ли Хунджан договаря споразумение с Франция, според което двете страни се съгласяват да направя областта съвместен протекторат. Това споразумение, обаче, впоследствие е отхвърлено от Париж и в Тонкин в Северен Виетнам са изпратени френски войски. Междувременно, в цинското правителство в Китай сила набира военна партия, която оказва натиск върху Императорския двор, изисквайки да се заеме по-крайна позиция по въпроса. Френските войски бързо са победени от французите през 1883 г. и нерешителното цинско правителство се опитва да постигне ново споразумение.
Последвалата спогодба между двете страни предвижда допускане на френската търговия из Тонкин, изтегляне на китайските войници от района и признаването на френските права над Тонкин. В замяна на това, от Китай не се изисква да заплати обезщетение. Междувременно, военната партия вече доминира в Китай и отказва да приеме загубата на суверенитета над Виетнам. Така враждебностите продължават, а Джан Джъдун от военната партия е назначен да командва сухопътните сили. Действията му жънат успех срещу френските сили, които са предприели настъпление на север към Китай, но в морето новият китайски флот от 11 бойни парахода е унищожен. Голямата корабостроителница на Фуджоу, построена с френска помощ, също е разрушена. Въпреки победите на китайските военни сили и виетнамските войски, цинското правителство подписва своята капитулация – Тиендзинския китайско-френски договор през 1885 г. в Париж, с който признава протектората на Франция над Виетнам.